# Noah Howard

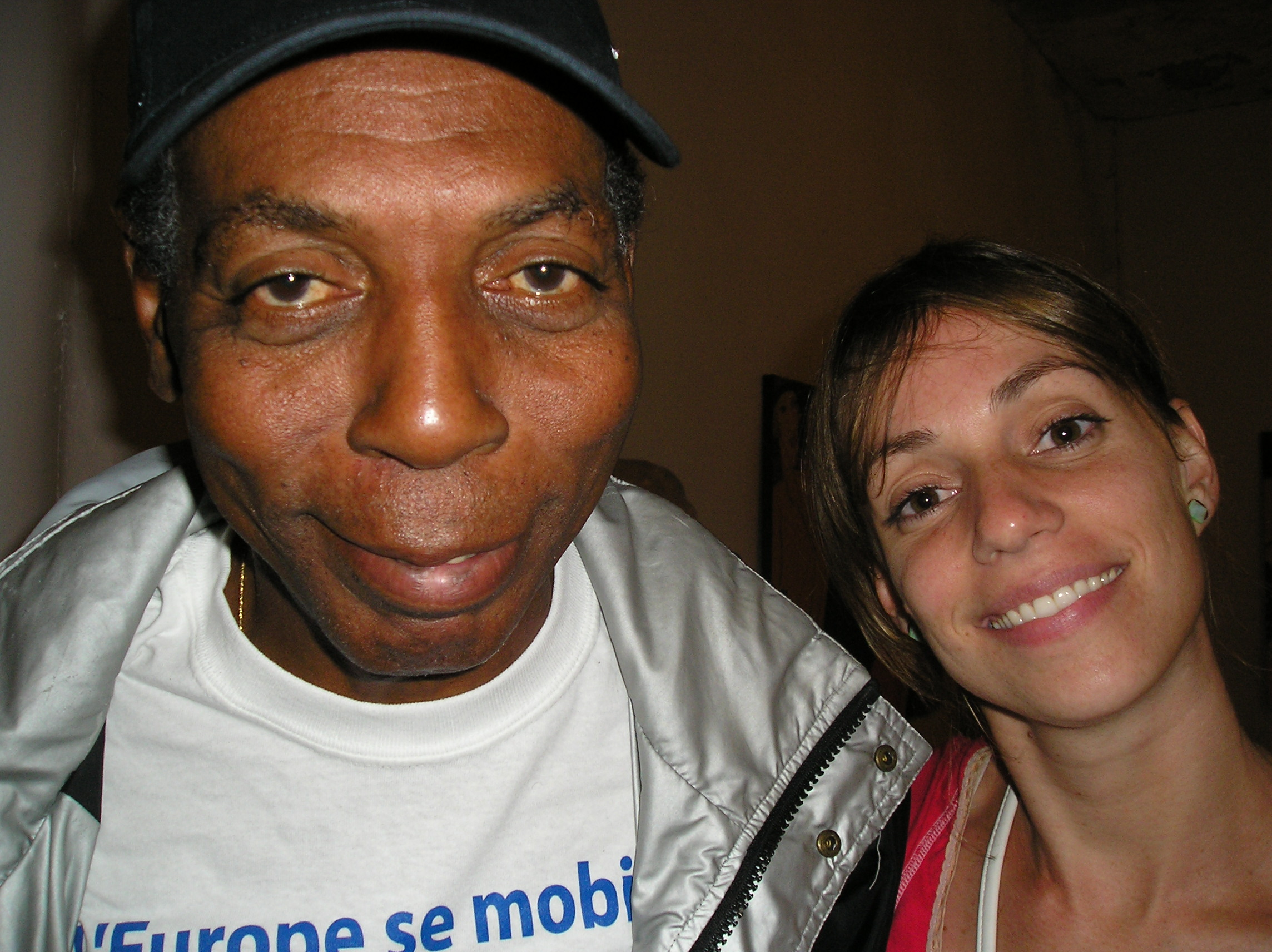
Noé Howard en 2008

Noah Howard (6 de abril de 1943 - 3 de septiembre de 2010)  fue un saxofonista alto de free jazz estadounidense. 

## Biografía
Nacido en Nueva Orleans, tocaba música desde pequeño en su iglesia.  Primero aprendió trompeta y luego pasó al saxofón alto, tenor y soprano.  Fue un innovador influenciado por John Coltrane  y Albert Ayler. Estudió con Dewey Johnson, primero en Los Ángeles y luego en San Francisco. Cuando se mudó a la ciudad de Nueva York comenzó a tocar con Sun Ra.
Grabó su primer LP como líder, Noah Howard Quartet, en 1966, y su segundo LP, At Judson Hall, más tarde ese año, ambos para ESP Records, pero encontró poca aclamación de la crítica en Estados Unidos.  En las décadas de 1960 y 1970 actuó regularmente en Estados Unidos y Europa, trasladándose a París en 1968.
En 1969, apareció en el álbum One for John de Frank Wright y en Black Gipsy con Archie Shepp. Como líder grabó The Black Ark  con Arthur Doyle entre otros. En 1971 creó su propio sello discográfico, AltSax,  y publicó la mayor parte de su música bajo ese sello.
En 1971 grabó Patterns en los Países Bajos con Misha Mengelberg y Han Bennink. Se mudó a París en 1972, vivió en Nairobi en 1982 y finalmente se mudó a Bruselas a finales de 1982, donde tuvo un estudio y dirigió un club de jazz. Grabó de manera constante durante las décadas de 1970 y 1980, explorando el funk y las músicas del mundo en la última década y grabando para AltSax. En la década de 1990, volvió a sus orígenes de free-jazz, lanzó en Cadence Jazz, entre otros sellos, y experimentó un resurgimiento de la aclamación de la crítica. Sus dos últimos álbumes, Desert Harmony (2008, con Omar al Faqir) y Voyage (2010), reflejaron su interés por las músicas del mundo y fueron influenciados por la música india, latinoamericana y de Oriente Medio.
Murió el 3 de septiembre de 2010 a causa de una hemorragia cerebral a la edad de 67 años. Le sobrevive su esposa, Lieve Fransen. 

## Discografía

### Como líder o colíder
- Noah Howard Quartet (ESP-Disk, 1966)
- At Judson Hall (ESP-Disk, 1968)
- Space Dimension (America, 1971)
- The Black Ark (Freedom, 1972)
- Live at the Village Vanguard (Freedom / Intercord, 1972)
- Patterns (Altsax, 1973) (reissued as part of Patterns/Message to South Africa)
- Live at the Swing Club (Ricordi, 1974)
- Live in Europe, Volume 1 (Sun Records, 1975) (reissued as Ole)
- Red Star (Mercury, 1977) featuring Kenny Clarke
- Berlin Concert (FMP, 1977)
- Schizophrenic Blues (FMP, 1978)
- Traffic (Frame, 1983)
- Migration (Altsax, 1990)
- Live at Documenta IX (Megadisc, 1992)
- In Concert (Cadence, 1998)
- Patterns/Message to South Africa (Eremite, 1999)
- Between Two Eternities (Cadence, 2000) con Bobby Kapp
- Live at the Unity Temple (Ayler, 2000)
- Live in Paris (Altsax, 2001)
- Dreamtime... (Altsax, 2003)
- The Eye of the Improviser (Altsax, 2003) (compilation)
- Desert Harmony (Altsax, 2007) con Omar Faqir
- Transit Mission (Altsax, 2009) con Bobby Kapp
- Voyage (Altsax, 2010)
- Live at Glenn Miller Café (JaZt Tapes, 2012)
- From Dust We Came... To Dust We Return (Dirter/Static Caravan, 2016) con Justin Wiggan and Chris Mapp

### Como acompañante
Con Chris Chalfant
- Convergence (Chris Chalfant Music, 2007)

Con Ted Daniel
- Tapestry (Sun, 1977)

Con James Emanuel
- Middle Passage (Altsax, 2001)

Con Zusaan Kali Fasteau
- Expatriate Kin (CIMP, 1997)
- Camaraderie (Flying Note, 1998)

Con Eve Packer
- West Frm 42nd (Altsax, 1998)
- That Look (Boxholder, 2000)
- NY Woman (Altsax, 2001) (single)
- Window 9/11 (Altsax, 2002)
- Cruisin w/Moxie (Altsax, 2003)
- Now Playing (Altsax, 2009)
- First and Last (EPHereNowMusic, 2010) (single)

Con Archie Shepp
- Black Gipsy (America, 1970)
- Pitchin Can (America, 1970)

Con Frank Wright
- Uhuru na Umoja (America, 1970)
- One for John (BYG, 1970)
- Church Number Nine (Odeon, 1971)

## Libros
- music in my soul (Buddy's Knife Jazzedition, 2011)